# Jan Balabán

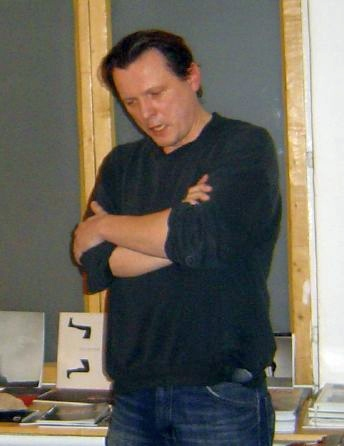
Jan Balabán 2007

Jan Balabán (* 29. Januar 1961 in Šumperk; † 23. April 2010 in Ostrava) war ein tschechischer Schriftsteller, Publizist und Übersetzer.

## Leben
Jan Balabán lebte seit seiner Kindheit in Ostrava. Er studierte Bohemistik und Anglistik an der Palacký-Universität in Olomouc. Nach seinem Studium arbeitete er als technischer, später als literarischer Übersetzer. Ins Tschechische übertrug er unter anderem Texte von Howard Phillips Lovecraft und Terry Eagleton.
Balabán verfasste Rezensionen zur bildenden Kunst in Fachzeitschriften und Tageszeitungen. Seit 2007 erschienen regelmäßig Beiträge Balabáns in der tschechischen Wochenzeitschrift Respekt.
Während seines Studiums schrieb Balabán Lyrik, die in der Zeitschrift „Revolver Revue“ publiziert wurde. In Zusammenarbeit mit dem Poeten Petr Hruška fungierte Balabán als Herausgeber der Ostrauer Literaturzeitschrift „Obrácená strana měsíce“ (Die dunkle Seite des Mondes).
Balabáns Prosa zeichnet sich durch realistische Züge und Sinn für Details aus. Viele seiner Texte tragen autobiographische Züge und gehen aus dem genius loci seiner Heimatstadt Ostrava hervor.
Jan Balabán starb plötzlich am 23. April 2010 im Alter von 49 Jahren. In den letzten drei Jahren arbeitete er an einem neuen Buch, in dem er sich mit dem Tod seines Vaters auseinandersetzte – es wurde im Juli 2010 posthum unter dem Titel „Zeptej se táty“ (Frag den Vater) herausgegeben.

## Werk
- Středověk (Mittelalter), Sfinga, 1995 – Erzählungen
- Boží lano (Gottes Seil), Vetus Via, 1998 – Erzählungen
- Prázdniny (Ferien), Host, 1998 – Erzählungen
- Černý beran (Der schwarze Widder), Host, 2000 – Roman
- Srdce draka (Das Herz des Drachen), Aluze, 2001 – Comic
- Kudy šel anděl (Wohin der Engel ging), Vetus Via, 2003, Host, 2005 – Roman
- Možná že odcházíme (Kann sein, dass wir gehen), Host, 2004 – Erzählungen
- Jsme tady (Wir sind hier), Host, 2006 – „Eine Geschichte in zehn Erzählungen“
- Zeptej se táty (Frag´ den Vater), Host, 2010

## Auszeichnungen und Preise
Der Erzählband Možná že odcházíme (Kann sein, dass wir gehen) wurde in der Umfrage der tschechischen Tageszeitung Lidové noviny zum „Buch des Jahres 2004“ gewählt. Im Jahr 2005 bekam Balabán für Možná že odcházíme den Magnesia-Litera-Preis in der Kategorie „Prosa“ und 2011 postum denselben Preis in der Kategorie „Buch des Jahres“ für Zeptej se táty.